# Veaceslav Leontie Perju
Veaceslav Leontie Perju (n. 18 august 1953, orașul Briceni, Republica Moldova) este un profesor universitar din Republica Moldova, doctor habilitat, academician – membru al Academiei Internaționale de Informatizare a ONU.

## Studii
1968-1972 – Colegiul Electromecanic din Chișinău, specialitatea „Producerea aparatajului de automatică și telemecanică”.
1972-1977 – Institutul Politehnic din Chișinău, specialiatea „Automatică și telemecanică”.
1979-1982 – Institutul de Aviație din Moscova, doctorat. A susținut teza de doctor în științe tehnice în anul 1982, specialitatea „Organizarea structurilor și a proceselor de calcul în calculatoare complexe și sisteme”.
1991-1994 - Institutul de Aviație din Moscova, postdoctorat. A susținut teza de doctor habilitat în științe tehnice în anul 1994, specialitatea „Calculatoare, sisteme și rețele”.

## Activitate profesională
1977-1985 – lector-asistent, lector superior la catedra Tehnică de calcul, Institutul Politehnic din Chișinău.
1985-1986 – Universitatea din Londra, lucru științific și academic.
1987-1999 – lector superior, conferențiar la catedra Tehnică de calcul, Institutul Politehnic din Chișinău.
Din 1996 – Vice-președinte și director executiv al Comitetului Național din Republica Moldova al Societății Tehnico-științifice Internaționale în Inginerie Optică SPIE (SPIE-Moldova).
1998-2001 - membru al Consiliului pentru Resursele Informaționale și Informatizare pe lângă președintele Republicii Moldova.
1999 – consilier principal în problemele științei al Parlamentului Republicii Moldova.
Din 1999 - academician – membru al Academiei Internaționale de Informatizare a ONU.
Din 1999 – membru al comisiei de experți a Consiliului Suprem de Atestare pe lângă Guvernul RM (din 2004 – Consiliul Național de Acreditare și Atestare).
Din 2000 – Director al Departamentului de Informatizare, Universitatea Tehnică a Moldovei.
2003-2005 - membru al colegiului de redacție al revistei „Computer Science Journal of Moldova”.
Din 2003 - membru al grupurilor de lucru „Impact of Information Tecnologies on the National Security” și „Advanced Distributed Learning” ale Consorțiului Academiilor Militare și Instituțiilor de Studii în Securitate din cadrul Programului „Parteneriat pentru Pace”. 
Din 2004 - membru al Comisiei Internaționale în Optica ICO.
Din 2005 – Membru al Comitetului Tehnic de Standardizare „Tehnologia Informației”.
Din octombrie 2005 – Director al Departamentului de Informatică și Inginerie, ULIM.

## Activitate științifică
Direcțiile activității științifice sunt: sisteme de calcul multiprocesor reconfigurabile; prelucrarea optică și optoelectronică a informației; recunoașterea imaginilor. A propus o concepție nouă a sistemelor de calcul, care prevede configurarea lor optimă în baza parametrilor imaginilor prin redistribuirea resurselor și proceselor de calcul. În baza concepției date au fost elaborate clase noi de sisteme multiprocesor electronice și optoelectronice de prelucrare și recunoaștere a imaginilor. Sistemele se disting prin productivitate și fiabilitate sporită și permit rezolvarea eficientă a multor probleme din tehnică, medicină, domeniul militar.
A participat la 14 proiecte naționale și internaționale ca executant reponsabil, conducător. 
Rezultatele științifice obținute sunt publicate în mai mult de 100 articole științifice, monografii, 14 brevete de invenții și sunt prezentate la peste 50 conferințe, simpozioane și expoziții internaționale în SUA, Franța, Germania, Austria, Canada, Elveția, Rusia, Bulgaria, Polonia, România și Republica Moldova.
V. Perju a pus baza creării în Moldova, în anul 1996, a Societății tehnico-științifice obștești „SPIE-Moldova”, parte componentă a societății internaționale SPIE - „Society for Photo-Optical Instrumentation Engineering”. Activitatea societății SPIE este consacrată propagării experienței în domeniul tehnologiilor informaționale optice și optoelectronice și cuprinde 65 de țări. Sub egida SPIE anual în lume se organizează mai mult de 200 de simpozioane și conferințe internaționale. “SPIE-Moldova” întrunește, în calitate de membri, savanți de la UTM, USM, ASM, cercetători și specialiști de la diferite întreprinderi. 
A inițiat crearea în Moldova a fundației de susținere a științei, constituită în anul 2000 cu denumirea MRDA („Moldavian Research and Development Association”), finanțată de Guvernul SUA prin fundația americană CRDF („Civilian Research and Development Foundation”). Prin fundația dată Moldova a obținut mai mult de 4 mln dolari USD. Pentru eforturile depuse V.Perju a fost decorat cu Diploma de Onoare a CRDF. 
V. Perju este unul din inițiatorii desfășurării în Moldova, începând cu anul 2001, a conferințelor internaționale „Information Technologies”, care se organizează anual în Republica Moldova la nivel de stat.